# Бузовий
Бузовий — річка в Україні, у Шишацькому й Решетилівському районах Полтавської області. Права притока Грузької Говтви (басейн Дніпра).

## Опис
Довжина річки приблизно 17,5 км.

## Розташування
Бере початок у селі Мала Бузова. Спочатку тече на південний захід, а потім на південний схід і біля села Шарлаї впадає у річку Грузьку Голтву, праву притоку Говтви.
Населені пункти вздовж берегової смуги: Велика Бузова (колишній хутір Бузовий), Низова Яковенщина, Дем'янки, Принцеве.
Біля річки пролягає автошлях Т 1720